# Wilson Matias
Wilson Tiago Matias (Limeira, 14 settembre 1983) è un ex calciatore brasiliano, di ruolo centrocampista.

## Carriera

### Club
Durante la sua carriera ha giocato con varie squadre di club, tra cui l'Internacional. Si è poi trasferito in Messico al Club Deportivo Toluca.

## Palmarès

### Club

#### Competizioni internazionali
- Coppa Libertadores: 1

Internacional: 2010
- Recopa Sudamericana: 1

Internacional: 2011

#### Competizioni statali
- Campionato Gaúcho: 1

Internacional: 2011